# 渦位
渦位（うずい、英: potential vorticity）とは、回転している空気塊や水塊を、体積を変化させずに回転軸方向に伸縮させたときに保存される物理量である。渦度と、成層状態の変化（物質の伸縮）による変位の、ドット積に比例する。系が非断熱過程にあるとき、または系に摩擦が働く場合を除き、渦位は保存される。
低気圧の発生を考える上で渦の変化を考えるが、渦位という概念を取り入れるとこれが考えやすくなるのでよく利用される。同様に、海洋における海流の渦でも利用する。また、ジェットストリーク（ジェット気流の最速部）において成層圏の大気が押し下げられて対流圏に侵入する現象の説明に用いられ、海洋でも同じように強い潮流の周囲で海水層が引き込まれる現象の説明に用いられる。アンデスなどの山脈上空において、上空の偏西風が赤道寄りに曲がる現象も渦位の保存で説明できる。
傾圧不安定が発生するためには、温帯低気圧の発生初期に偏西風波動が増幅され、渦位の勾配が生じることが必要である。

## 渦位保存の式
一般的に、渦位は次の式により表される。
{\displaystyle {\rm {PV}}={\frac {1}{\rho }}\,\zeta \,.\nabla \theta }
{\displaystyle \rho }は流体の密度、{\displaystyle \zeta }は絶対渦度、{\displaystyle \nabla \theta }は温位勾配である。熱力学の第一法則と運動量保存の法則から、この式の渦位(PV)を変化させうる要素は、非断熱過程に伴い出入りする潜熱や摩擦によるエネルギーに限られることが分かる。この保存は、慣性と同じものである。
フィギュアスケートの例を挙げると分かりやすい。スピンをしている人が腕を広げると遅くなり、腕を曲げて縮まると速くなるが、回転している空気塊にも同様のことが起きる。空気塊の場合には、発散して回転速度が落ちると同時に空気塊は太くなり（軸に沿った長さが短くなり、直径が大きくなる）、収束して速度が増すと同時に細長くなる。